# Gare de Francheville
La gare de Francheville est une gare ferroviaire française de la ligne Paray-le-Monial - Givors, située sur le territoire de la commune de Francheville, dans la métropole de Lyon en région Auvergne-Rhône-Alpes.
C'est une des gares du Tram-train de l'Ouest lyonnais qui relie la gare de Lyon-Saint-Paul à la gare de Brignais.

## Service des voyageurs

### Accueil
Gare SNCF, elle est dépourvue de bâtiment voyageurs et de guichet. 
Elle ne dispose pas d'automates pour l'achat de titres de transport.

### Desserte
Francheville est située sur l'une des trois branches de la desserte de l'Ouest Lyonnais, desservie par le Tram-train de l'Ouest lyonnais.

### Intermodalité
Un parc pour les vélos et un parking pour les véhicules y sont aménagés. La gare est desservie par les Transports en commun lyonnais.